# تپه جاذرت
تپه جاذرت ۳۹ - k مربوط به دوران پیش از تاریخ ایران باستان است و در شهرستان کنگاور، روستای اسلام‌آباد واقع شده و این اثر در تاریخ ۱۰ دی ۱۳۸۱ با شمارهٔ ثبت ۶۶۱۲ به‌عنوان یکی از آثار ملی ایران به ثبت رسیده است.